# 第二十二皇家军团
第二十二皇家军团，是加拿大军队的一支步兵军团，也是加拿大唯一一支主要由法裔加拿大人组成的军团。第二十二皇家军团的仪式总部设在魁北克城堡，总部设在魁北克城。军团下属的三个营分布在魁北克省内各个地区。

## 历史
第二十二皇家军团建立于第一次世界大战，成立时为英国陆军的一部分，成员来自加拿大全国各地。第一次征兵即莫及到3,0000人，作为加拿大远征军第一师被派往欧洲战场。1914年9月，法裔加拿大企业家Arthur Mignault与时任首相罗伯特·莱尔德·博登沟通后决定捐献5,0000加拿大元，以建立一支以法裔加拿大人为主的军队。